# In Treatment
In Treatment és una sèrie de televisió d'HBO produïda per Mark Wahlberg sobre un psicoanalista, el doctor Paul Weston (interpretar per Gabriel Byrne), i les seves sessions setmanals amb els seus pacients. Està basada en una sèrie israeliana exitosa anomenada בטיפול («en teràpia» en hebreu).
L'abril del 2009 començà a la cadena nord-americana HBO la segona temporada de la sèrie, amb nous pacients, on repeteixen els psicoanalistes Paul i Gina. La tercera temporada començà l'octubre del 2010 i es va reduir el nombre de casos a quatre per setmana.

## Argument
En Paul és un psicoanalista amb una consulta als afores de Maryland. La sèrie es desenvolupa a través del dia quotidià de la interacció amb els seus pacients, i la seva pròpia supervisió com a terapeuta. Cada episodi se centra en una única sessió de teràpia amb un pacient, diferent per a cada dia de la setmana, inclòs ell mateix amb la sessió amb la seva supervisora el divendres.

### Primera temporada
Durant la primera temporada el dilluns atén la Laura, una jove sensual i en conflicte amb les seves relacions, que la porta a confrontar els seus propis fantasmes en un context de crisi personal i prematrimonial. Dimarts atén l'Alex, un pilot de la naval que es resisteix a la teràpia amb conflictes amb la seva professió, el seu pare i la seva orientació sexual. Dimecres és el torn de la Sophie, una adolescent amb problemes familiars que passa per una crisi de creixement amb pulsions autodestructives. Dijous fan teràpia de parella en Jake i l'Amy. Finalment, divendres és el dia en què ell mateix se sotmet a una teràpia amb la Gina (interpretada per Dianne Wiest), la seva antiga mentora i psicoanalista, amb qui està unit mitjançant històries decisives del passat personal i professional.

### Segona temporada
En Paul s'ha divorciat i s'ha traslladat a Brooklyn. En el primer episodi continua la sèrie a través de la relació amb el pare de l'Alex. Aquest interposa una denúncia contra en Paul per negligència, que alhora serveix de fil conductor fins al final de la temporada.

### Tercera temporada
Després de l'episodi final de la segona temporada, Leight va dir en una entrevista que una tercera temporada continua sent una possibilitat, però va assenyalar que el xou havia estat esgotador per a tots els que hi participaven i tampoc no havia estat un gran èxit per a l'HBO. Tanmateix, el 23 d'octubre del 2009, HBO va anunciar que n'hi hauria una tercera temporada. La producció començà a començaments del 2010 per a una estrena a finals d'octubre. En aquesta tercera temporada la consulta quedà definitivament establerta a l'apartament d'en Paul a Brooklyn, Nova York, la mateixa ubicació que ja tenia a la segona temporada.